# Mycalesis gotama
Mycalesis gotama är en fjärilsart som beskrevs av Moore 1857. Mycalesis gotama ingår i släktet Mycalesis och familjen praktfjärilar. Inga underarter finns listade i Catalogue of Life.

## Bildgalleri

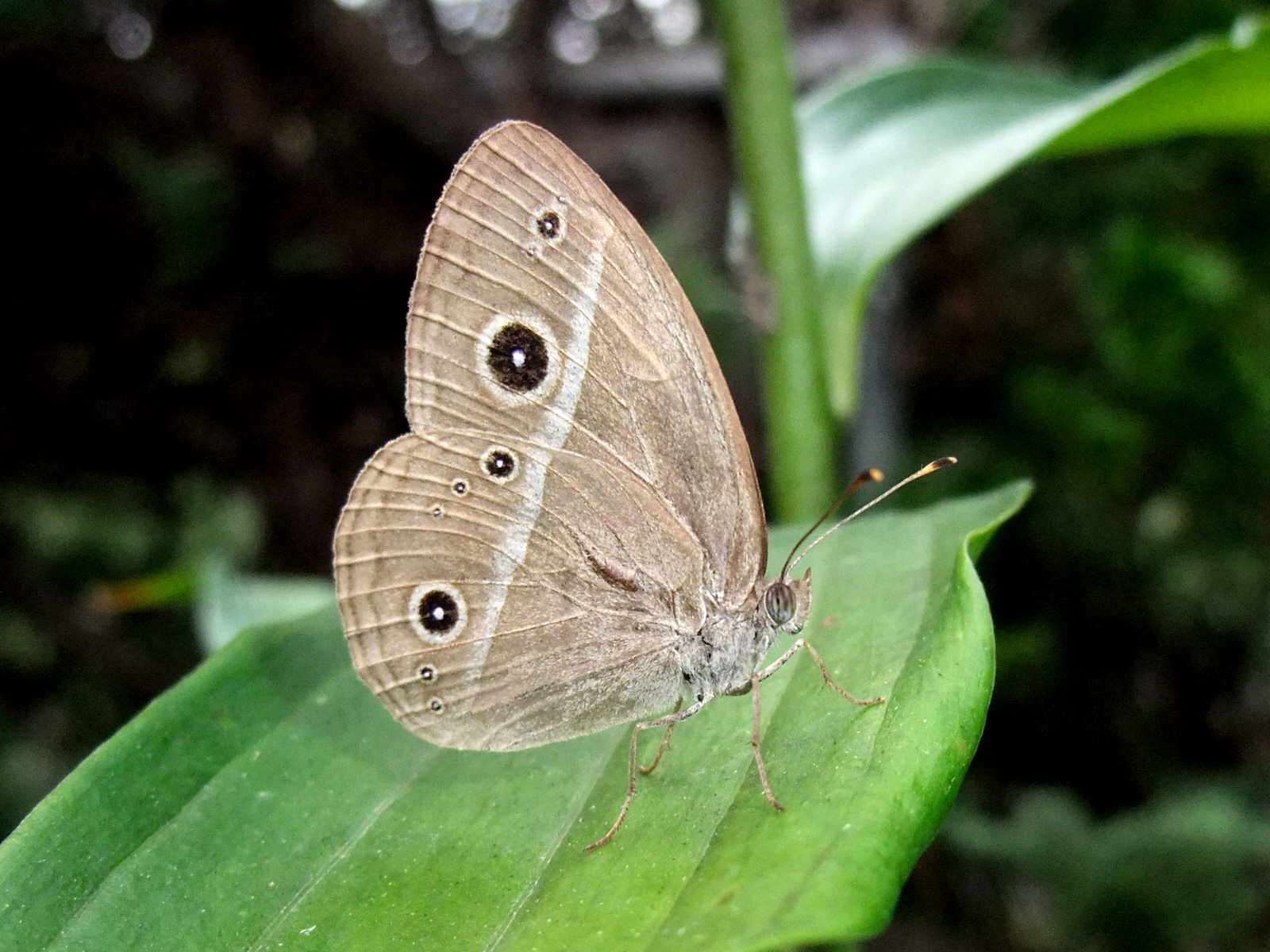
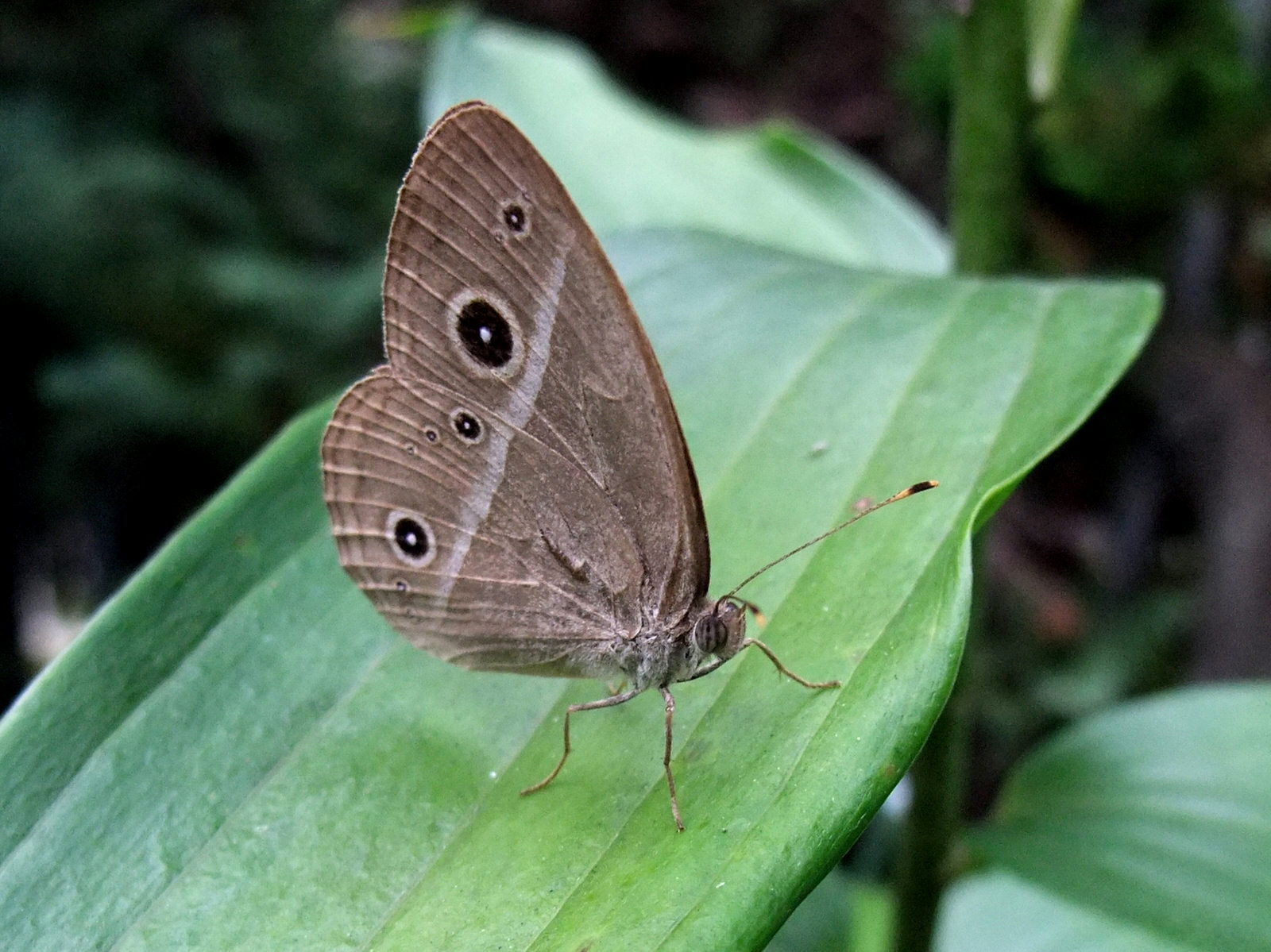
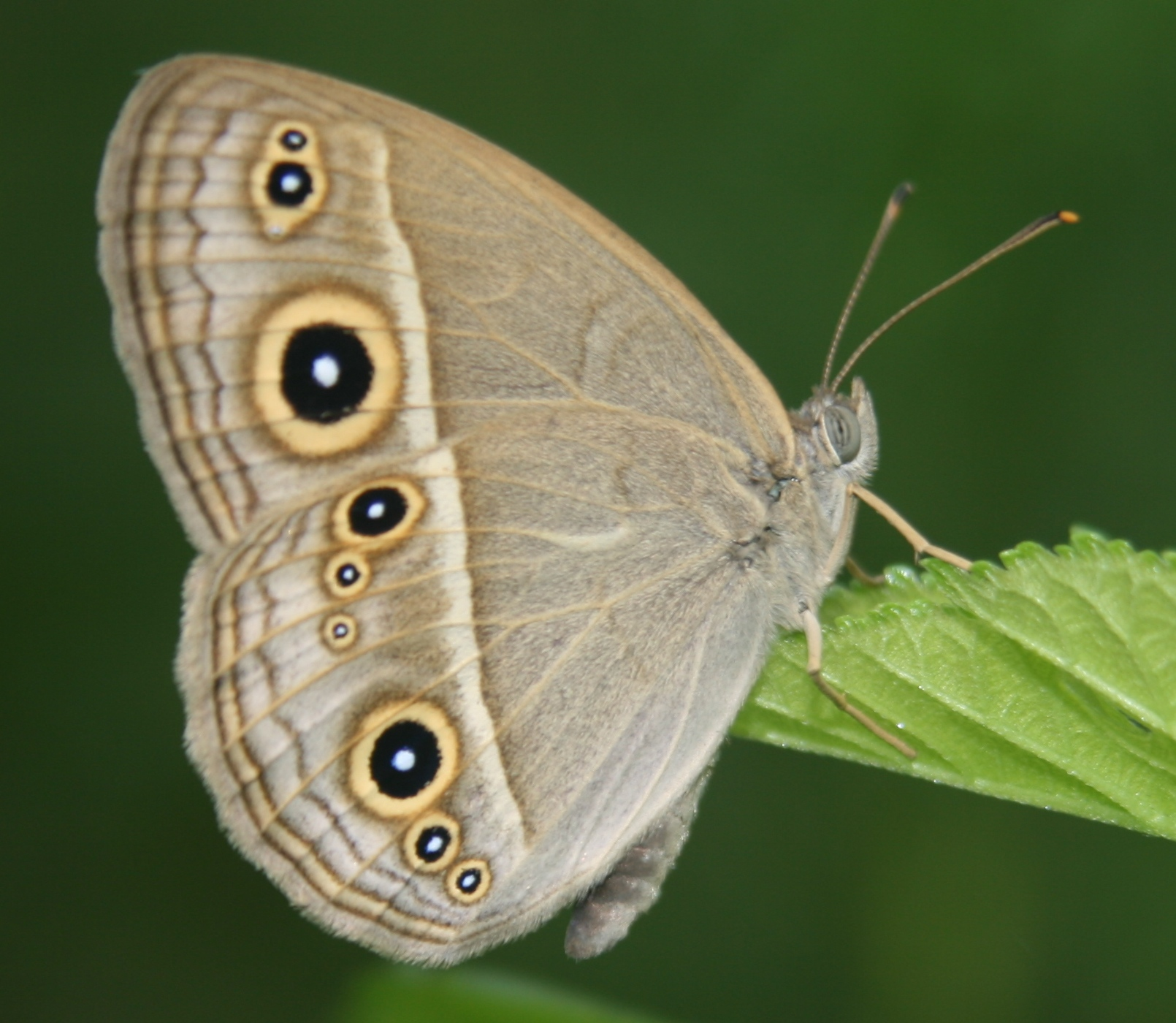
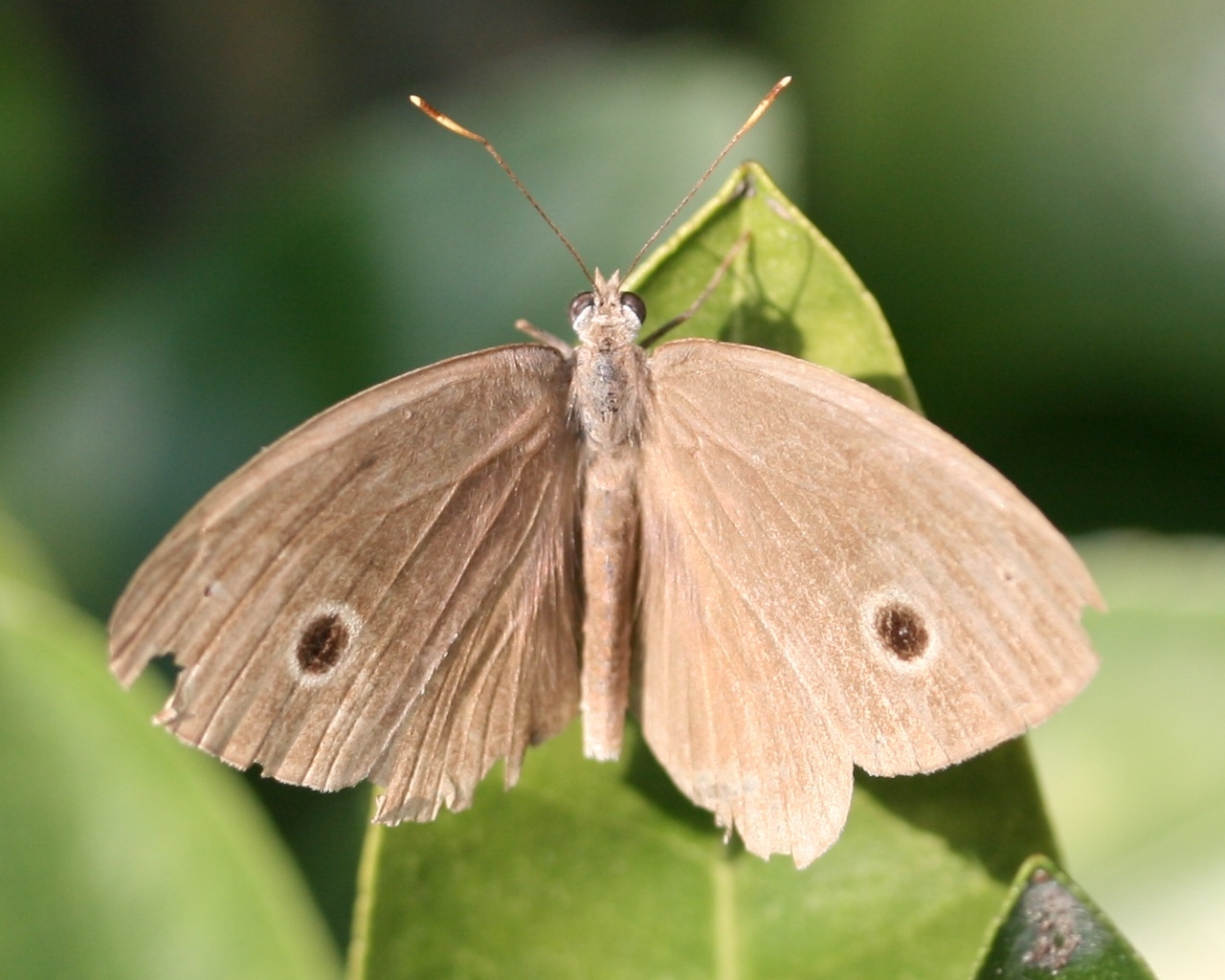
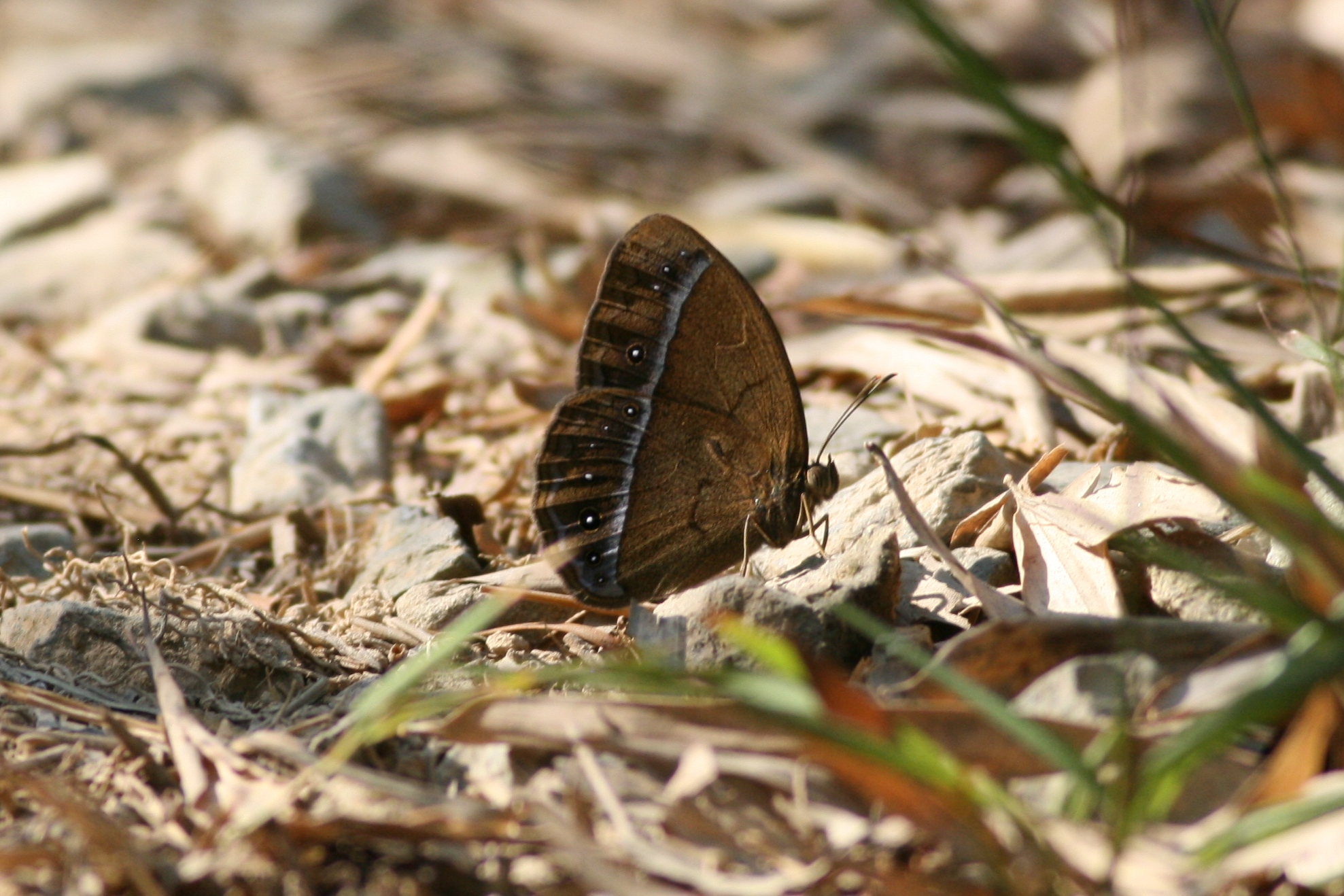
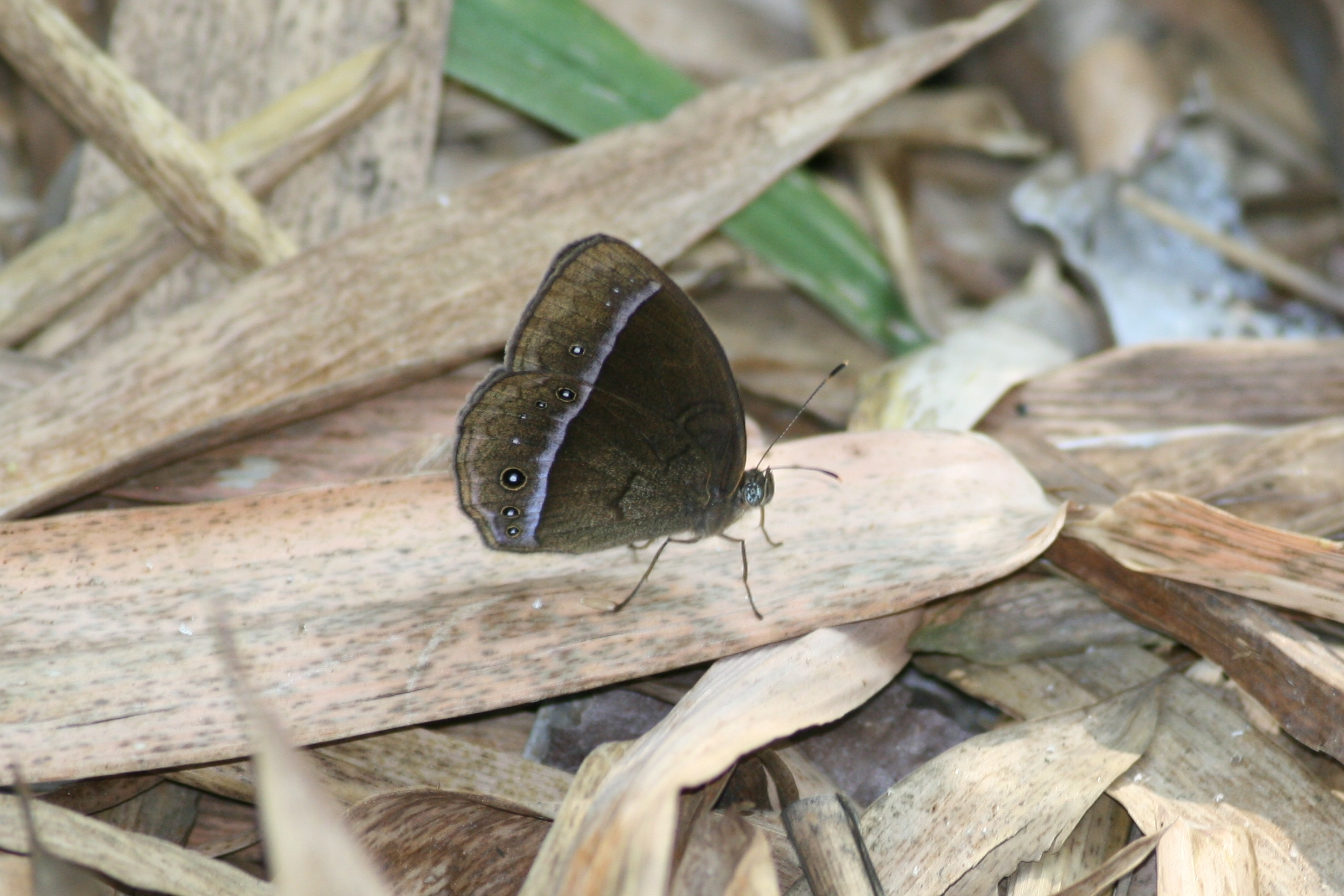